# Handley Page Halifax
Handley Page Halifax – brytyjski czterosilnikowy ciężki samolot bombowy z okresu II wojny światowej, powstały w zakładach Handley Page, używany bojowo od 1941 roku do końca wojny.
Halifax był podstawowym ciężkim nocnym bombowcem brytyjskich Królewskich Sił Powietrznych (Royal Air Force) pierwszego okresu II wojny światowej do 1942 r., kiedy to pałeczkę pierwszeństwa przejął nowy bombowiec Avro Lancaster. Po wprowadzeniu Lancastera, który był zasadniczo wykorzystywany tylko jako bombowiec, Halifax pozostał drugim podstawowym bombowcem, ale oprócz tego jego wersje były stosowane do specjalnych zadań transportowych, w tym zaopatrywania ruchu oporu w okupowanych krajach i holowania szybowców transportowych, a także do celów patrolowych i zwiadu meteorologicznego.

## Rozwój
Samolot został skonstruowany na podstawie specyfikacji nr P.13/36 wydanej przez brytyjskie Ministerstwo Lotnictwa (Air Ministry) 8 września 1936 roku na bombowiec dalekiego zasięgu nowej generacji, dla zastąpienia starych samolotów dwupłatowych. Pierwotnie miał to być dwusilnikowy czteromiejscowy średni bombowiec, o udźwigu 8000 funtów bomb (3629 kg), zasięgu w zależności od ładunku 2000–3000 mil (3218–4827 km) i prędkości przelotowej 275 mil/h (442 km/h). W konkursie uczestniczyło osiem wytwórni i zwyciężył projekt Avro Type 679 (Manchester), lecz 30 kwietnia 1937 zamówiono także budowę dwóch prototypów samolotu Handley Page HP.56, ocenionego na drugim miejscu. Projektantem samolotu był główny konstruktor zakładów Handley Page George Volkert. Podobnie jak Manchester, projekt HP.56 miał był napędzany dwoma nowymi silnikami Rolls-Royce Vulture o dużej mocy, jednak okazały się one niedopracowane i w lipcu 1937 Sztab Lotniczy zdecydował o zastosowaniu czterech silników o mniejszej mocy. Samolot jeszcze przed zbudowaniem musiał zostać zasadniczo przeprojektowany, otrzymując nowe oznaczenie fabryczne HP.57; przy tym został powiększony – rozpiętość zwiększyła się z 26,8 do 30,2 m, a masa wzrosła o prawie 6 ton (z 17 690 kg do 23 597 kg). Projekt i makieta zostały zaakceptowane i rozpoczęto budowę prototypu, która borykała się z opóźnieniami w dostawie silników. Pierwszy prototyp HP.57 (numer L7244) oblatano 25 października 1939 roku w bazie RAF Bicester. Napędzany był czterema silnikami rzędowymi sprawdzonej rodziny Rolls-Royce Merlin X o mocy 1280 KM. Zmiana ta faktycznie przeniosła bombowiec do kategorii ciężkich, a moc silników okazała się wystarczająca do startu samolotu z maksymalną masą.
Samolot jeszcze przed zbudowaniem pierwszego prototypu został zamówiony 7 stycznia 1938 przez brytyjskie lotnictwo w liczbie 100 sztuk, po czym otrzymał nazwę Halifax, od miasta w Anglii. Przewidywano, że dostawy rozpoczną się wiosną 1940 roku. Drugi prototyp L7245, z uzbrojeniem i pełnym wyposażeniem, oblatano 17 sierpnia 1940 roku, z opóźnieniem spowodowanym m.in. oczekiwaniem na dostawę wieżyczek produkcji Boulton Paul oraz koniecznymi poprawkami aerodynamicznymi. Pierwszy samolot seryjny natomiast oblatano 11 października tego samego roku. Produkcja opóźniła się i początkowo była niska z powodu decyzji brytyjskiego lotnictwa o priorytecie dla już wytwarzanych typów (w przypadku Handley Page był to Hampden) oraz z powodu dopracowywania konstrukcji w toku produkcji. Od listopada samoloty seryjne wchodził do służby.

## Wersje
Halifax był budowany w szeregu kolejnych wersji, zachowujących tę samą konstrukcję, lecz różniących się detalami. Wersje bombowe wyróżniane były literą „B” (bomber), wersje desantowe literą „A” (airborne), wersje patrolowe literami „GR” (ground reconnaissance), a transportowe literą „C” (cargo), przy czym litery te bywają pomijane w oznaczeniach, zwłaszcza podstawowej wersji bombowej. Numer modelu poprzedzały litery „Mk.” (Mark) – model, które jednakże często są w zapisie pomijane.
Pierwszą wersją seryjną był bombowiec Halifax B Mk.I, zbliżony do prototypów, z silnikami Merlin X o mocy 1280 KM. Wersja ta wyróżniała się nosem kadłuba z przeszkloną „brodą” stanowiącą stanowisko bombardiera i z umieszczoną nad nią wieżyczką Boulton Paul Type C z dwoma karabinami maszynowymi (w układzie podobnym do zastosowanego później w Lancasterze). Dalsze uzbrojenie obronne stanowiła wieżyczka Boulton Paul Type E na końcu kadłuba, z czterema karabinami maszynowymi i dwa karabiny maszynowe w bocznych oknach. Wyróżnia się ponadto poszczególne serie tej wersji: 25 samolotów Mk.I serii II miało w stosunku do pierwszej serii zwiększoną masę maksymalną (z 24 970 kg do 27 240 kg), a dziewięć samolotów Mk.I serii III zwiększone zbiorniki paliwa. Zbudowano 84 samoloty wersji Mk.I.
Wersja Mk.II, nosząca oznaczenie fabryczne HP.59, otrzymała nowe silniki rzędowe Merlin XX o mocy 1390 KM. Pierwsze samoloty tej wersji wyprodukowano we wrześniu 1941. W pierwszej serii, B Mk.II Series I, ulepszono uzbrojenie przez dodanie wieżyczki grzbietowej z dwoma karabinami maszynowymi zamiast karabinów maszynowych w bocznych oknach. W serii Mk.II Series I (Special) w celu zwiększenia osiągów przez zmniejszenie oporu zmieniono nos kadłuba, zastępując przednią wieżyczkę przez obły nieoszklony nos, posiadający jedynie małe okienka. Usunięto też wysoką wieżyczkę grzbietową. Istotne zmiany wprowadziła seria Mk.II Series IA, przede wszystkim nowy kształt nosa kadłuba, standardowy dla późniejszych wersji. Nowy nos był dłuższy, opływowy, uformowany z dużych sferycznych przezroczystych elementów, tłoczonych na gorąco ze szkła organicznego Perspex. Zamontowany był w nim jeden ruchomy karabin maszynowy, posiadający ograniczony sektor ostrzału. W zamian za osłabienie uzbrojenia strzeleckiego z przodu, wprowadzono nową, niższą wieżyczkę grzbietową z czterema karabinami maszynowymi, stawiającą mniejszy opór aerodynamiczny (wszystkie serie posiadały ponadto wieżyczkę ogonową z czterema karabinami maszynowymi). W celu poprawienia stateczności, powiększono podwójne stateczniki pionowe i zmieniono ich kształt z trójkątnych na trapezowe (ta modyfikacja, podobnie jak modyfikacja nosa kadłuba, była też wprowadzana w niektórych starszych samolotach podczas remontów). Zmiana stateczników znacząco poprawiła wychodzenie bombowca z korkociągu, z powodu którego utracono do tej pory wiele maszyn. Zastosowano też nową wersję silników Merlin 22 (1390 KM). Seria IA była produkowana od marca 1943. Zbudowano łącznie 1966 samolotów wersji Mk.II (1948 według innych danych, z tego 894 serii IA).
Od końca 1942 produkowano także odmiany patrolowe morskie GR Mk.II Series I (Special) i GR Mk.II Series IA, używane w lotnictwie obrony wybrzeża RAF Coastal Command. Część samolotów wersji Mk.II przebudowywano na specjalne wersje transportowo-desantowe, oznaczone A, o powiększonym zasięgu i zredukowanym uzbrojeniu.
Samoloty wersji Mk.V (HP.63) były modyfikacją wersji Mk.II, z zastosowaniem systemów hydraulicznych i podwozia systemu Dowty (stosowanego w Lancasterach) zamiast Messier. Zbudowano ich 915 sztuk, od sierpnia 1942, w wersjach Mk.V Series I (Special) i Series IA, odpowiadających równolegle produkowanym seriom Mk.II. Z uwagi na zawodne podwozie, samoloty tej wersji przeważnie nie były używane jako bombowce, natomiast były licznie używane w wersji patrolowej morskiej GR Mk.V, transportowo-desantowej A Mk.V (do holowania szybowców desantowych) i wersji zwiadu meteorologicznego Met Mk.V.

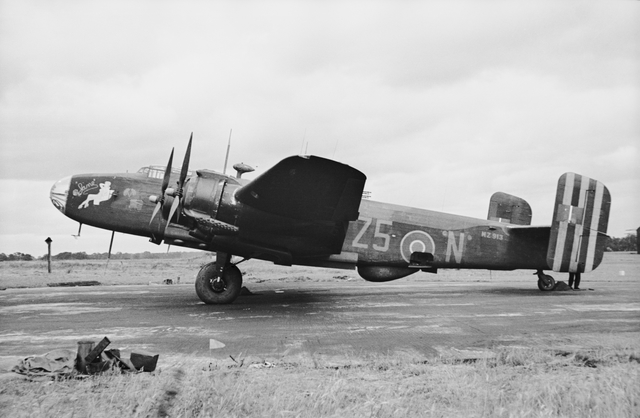
Halifax w barwach australijskich, z radarem H2S, z 462 Dywizjonu RAAF na lotnisku RAF Foulsham w Wielkiej Brytanii, 1945 rok

Najliczniejszą wersją Halifaksa była bombowa B Mk.III, produkowana od lipca 1943 (oznaczenie fabryczne HP.61). Oprócz dotychczasowych modyfikacji, wprowadziła ona jako napęd silniki gwiazdowe typu Bristol Hercules XVI o mocy 1650 KM, co było istotną zmianą ze względu na usunięcie istotnej wady poprzednich wersji bombowca, w których gazy wylotowe silników sprawiały, że samolot był widoczny w ciemnościach i łatwo zestrzeliwany przez nocne myśliwce wroga. Późniejsze samoloty tej wersji miały zaokrąglone końcówki skrzydeł, co nieco zwiększyło rozpiętość. Zbudowano 2091 sztuk tej wersji (2132 według innych danych), z tego niewielką liczbę wersji desantowej A Mk.III. Późniejsze wersje Halifaksów napędzane były również silnikami gwiazdowymi. Wersja Mk.IV nie była produkowana.
Ostatnie wersje bombowe, budowane w mniejszej liczbie pod koniec wojny, bazowały na Mk.III, zachowując oznaczenie fabryczne HP.61. Były to Mk.VI z silnikami Hercules 100 o mocy 1800 KM, budowana od października 1944 i Mk.VII ze słabszymi silnikami Hercules XVI. Zbudowano 457 Mk.VI i 408 Mk.VII, z tego 234 w wersji transportowo-desantowej A Mk.VII.
Już po wojnie powstała nieuzbrojona wersja transportowa Halifax C Mk.VIII (HP.70), z powiększonym przedziałem transportowym w miejscu komory bombowej i miejscem dla 11 pasażerów. Zbudowano jej 100 sztuk, począwszy od czerwca 1945. Część później przebudowano na cywilną wersję transportowo-pasażerską Handley Page Halton, zabierającą 10 pasażerów. Ostatnią wersją wojskową była powojenna transportowo-desantowa A Mk.IX (HP.71), służąca do transportu 16 spadochroniarzy, uzbrojona w karabin maszynowy w standardowym przeszklonym nosie i wieżyczkę ogonową – zbudowano jej 145 sztuk.
Łącznie zbudowano 6176 seryjnych Halifaksów, do zakończenia produkcji w listopadzie 1946. Oprócz macierzystych zakładów Handley Page, produkowały je firmy English Electric, Fairey Aviation, Rootes Motors i London Aircraft Production Group.

## Użycie
Samoloty Halifax weszły na uzbrojenie brytyjskiego lotnictwa bombowego począwszy od listopada 1940 roku jako pierwszy otrzymał je nowo sformowany 35 Dywizjon RAF, który osiągnął gotowość w lutym 1941 r. Pierwszy lot bojowy Halifaksy wykonały w składzie tego dywizjonu w nocy 10/11 marca 1941 r. podczas nalotu na port Hawr, a w nocy 12/13 marca zadebiutowały w nalotach na Niemcy (stocznię B&V w Hamburgu). Do końca 1941 roku otrzymały je ogółem cztery dywizjony 4 Grupy Bombowej (nry 35, 76, 10, 102), które zrzuciły w tym roku 1399 ton bomb. Zgodnie z brytyjską doktryną, Halifaksy działały na ogół jako bombowce nocne, operując z baz w Wielkiej Brytanii. W związku z przyjęciem przez dowództwo lotnictwa bombowego Bomber Command w lutym 1942 roku strategii zmasowanej ofensywy bombowej przeciw niemieckim miastom, Halifaksy w rosnących liczbach były używane masowo w kolejnych nocnych nalotach RAF na niemieckie miasta i zakłady przemysłowe aż do końca wojny, liczebnością ustępując jedynie wprowadzonym w 1942 roku samolotom Avro Lancaster. W połowie 1942 roku latało na nich już 7 dywizjonów 4 Grupy (w tym jeden kanadyjski nr 405). 130 Halifaksów wzięło udział w pierwszym wielkim nalocie tysiąca samolotów na Kolonię 30/31 maja 1942 roku, a następnie brały udział w kolejnych masowych nalotach na Essen 1/2 czerwca i Bremę 25/26 czerwca (straty wyniosły odpowiednio 4, 8 i 9 samolotów). W tym roku Halifaksy zrzuciły 8147 ton bomb (mniej od Wellingtonów i Lancasterów i niewiele mniej od Stirlingów). Od sierpnia 1942 roku dywizjon 35 przeszedł do 8 Grupy Bombowej, grupującej samoloty oznaczania celów (pathfinder), będąc jej jedynym dywizjonem latającym na halifaksach, do marca 1944 roku, kiedy został przezbrojony w Lancastery (od 30 stycznia 1943 roku używał operacyjnie samolotów wyposażonych w radar H2S). Od października 1942 roku Halifaksy zaczęły otrzymywać także dywizjony kanadyjskiej 6 Grupy Bombowej (początkowo w marcu 1943 r. latały na nich trzy). Oprócz celów w Niemczech, w marcu i kwietniu 1942 r. Halifaksy, operując ze Szkocji, brały udział w nieskutecznych nalotach na pancernik „Tirpitz” w norweskich fiordach (pierwszy nalot 30/31 stycznia nie osiągnął celu z powodu pogody).
W 1943 roku Halifaksy zrzuciły już 37 500 ton bomb; mniej jedynie od Lancasterów, które stały się podstawowymi bombowcami brytyjskimi. W masowych nalotach na Niemcy, m.in. na Hamburg (Operacja Gomora), udział brało średnio po 200–250 samolotów tego typu. 218 Halifaksów uczestniczyło w nalocie na ośrodek badań rakietowych w Peenemünde 17/18 sierpnia 1943 r. Pod koniec 1943 roku Halifaksy Mk.II i V ponosiły większe straty od Lancasterów, dysponując gorszymi osiągami, m.in. w nalocie na Berlin 20/21 stycznia 1944 roku stracono ich 22 z 264. Nowa wersja Mk.III wprowadzana od początku 1944 roku miała jednak już podobne osiągi do konkurenta. Początkowo jednak nadal Halifaksom przydzielano niższe wysokości dolotu, co wiązało się z większym ryzykiem strat; później sytuacja uległa poprawie. Jedną z największych jednostkowych strat przyniósł nalot na Norymbergę 30/31 marca 1944 roku, kiedy zestrzelono 31 z 214 Halifaksów (14,5%, wobec również dość wysokich strat 11,2% Lancasterów). W lutym 1944 roku sprzymierzone lotnictwo miało 21 dywizjonów bombowych wyposażonych w Halifaksy (10 w 4. i 11 w 6. Grupie), a ponadto cztery dywizjony Bomber Command specjalnego przeznaczenia (35 Dywizjon wskazywania celów, 192 Dywizjon walki radioelektronicznej, 138 i 161 Dywizjony operacji specjalnych). W maju 1944 roku do 4. Grupy doszły jeszcze dwa francuskie dywizjony RAF (346 i 347), co doprowadziło do największej liczby dywizjonów Bomber Command wyposażonych w Halifaxy – 26 (23 bombowych i 3 specjalnych). W lipcu 1944 roku Bomber Command dysponowało największą liczbą 562 Halifaksów (bez lotnictwa transportowego i obrony wybrzeża). Od kwietnia do sierpnia 1944 roku, w związku z lądowaniem w Normandii, ciężkie bombowce używane były do nalotów na cele we Francji, na korzyść wojsk inwazyjnych oraz przeciw wyrzutniom V-1. W nocnych nalotach na baterie nadbrzeżne i węzły komunikacyjne w Normandii 5/6 i 6/7 czerwca 1944 r. uczestniczyło odpowiednio aż 412 i 418 Halifaksów. Z uwagi na odzyskanie przewagi w powietrzu, część nalotów od tej pory miała miejsce w dzień. Między innymi, 30 czerwca ciężkie bombowce, w tym 105 Halifaksów, bombardowały w dzień pozycje niemieckiej 2. i 9. Dywizji Pancernej pod Villers-Bocage. W sierpniu 1944 roku wznowiono strategiczną ofensywę bombową przeciw Niemcom; od 27 sierpnia także w dzień. Od września 1944 r. bombardowano m.in. zakłady produkcji benzyny syntetycznej i Zagłębie Ruhry, atakowano też nadal cele na bliskim zapleczu frontu na korzyść wojsk lądowych. W największych nalotach brało udział od 300 do ponad 450 Halifaksów, w tym w nalocie na Duisburg 14/15 października 1944 r. – 468. Nietypowo użyto samolotów 4. Grupy od 25 września 1944 roku, transportując w ciągu 8 dni 1 475 000 litrów benzyny dla lotnictwa taktycznego w Belgii. Halifaxy zrzuciły ogółem w 1944 roku 163 600 ton bomb. Ostatnie loty bojowe miały miejsce 25 kwietnia 1945 (dzienny nalot na Wangerooge na Wyspach Fryzyjskich, w którym brało udział 308 Halifaxów) i 3 maja 1945, na Flensburg. W 1945 roku zrzuciły one 40 420 ton bomb.
Jako jedyne z czterosilnikowych bombowców brytyjskich, Halifaksy zostały użyte na Bliskim Wschodzie, operując w składzie elementów 10 i 76 Dywizjonu z Palestyny i Egiptu od czerwca 1942 roku przeciw wojskom niemieckim w Afryce Północnej, w tym Tobruku. We wrześniu 1942 r. utworzono z tych samolotów australijski 462 Dywizjon RAAF, który następnie od lutego 1943 roku operował z Tunezji przeciw celom we Włoszech, a od października 1943 r. z Libii przeciw celom w Grecji, na Krecie i Rodos.
Samoloty Halifax odbyły w czasie II wojny światowej 82 773 operacji bojowych, zrzucając 251 066 ton bomb – prawie 1/4 ogólnego tonażu zrzuconego przez Bomber Command (23,5%), co dało im drugie miejsce po liczniej stosowanych do bombardowania i lepiej się do tego nadających samolotach Avro Lancaster. „Rekordzistą” był Halifaks nr LV 907 o nazwie własnej „Friday 13th” ze 158 Dywizjonu, który odbył 128 misji bojowych. Średni ładunek bomb zrzucony z Halifaksa w przeliczeniu na samoloty biorące udział w misjach, wynosił 3100 kg. Straty w jednostkach bombowych wyniosły 1884 samoloty (2,28% stanu) i były jedynie nieznacznie większe procentowo od Lancasterów (2,20%). Ogółem podczas wojny samolotów tych używało 35 dywizjonów Bomber Command, a do końca wojny dotrwało wyposażone w nie 19 dywizjonów.
Halifax znalazł względnie szerokie zastosowanie jako samolot do operacji specjalnych, w 138 i 161 Dywizjonach RAF. Samoloty tego typu w samotnych nocnych dalekodystansowych lotach dostarczały na spadochronach ludzi i wyposażenie ruchom oporu i oddziałom partyzanckim w okupowanych przez Niemców krajach Europy, w tym w Polsce. Loty do Polski z baz brytyjskich były najdłuższe, trwające 14 godzin i mogły być wykonywane jedynie w sezonie jesienno-zimowym z uwagi na długie noce. Jedynie na mniejszych odległościach Halifaksy wspomagały samoloty Armstrong Whitworth Whitley i Westland Lysander. Dopiero od 1943 były one zastępowane przez amerykańskie B-24 Liberator o większym zasięgu, lecz nie zostały przez nie do końca wyparte.

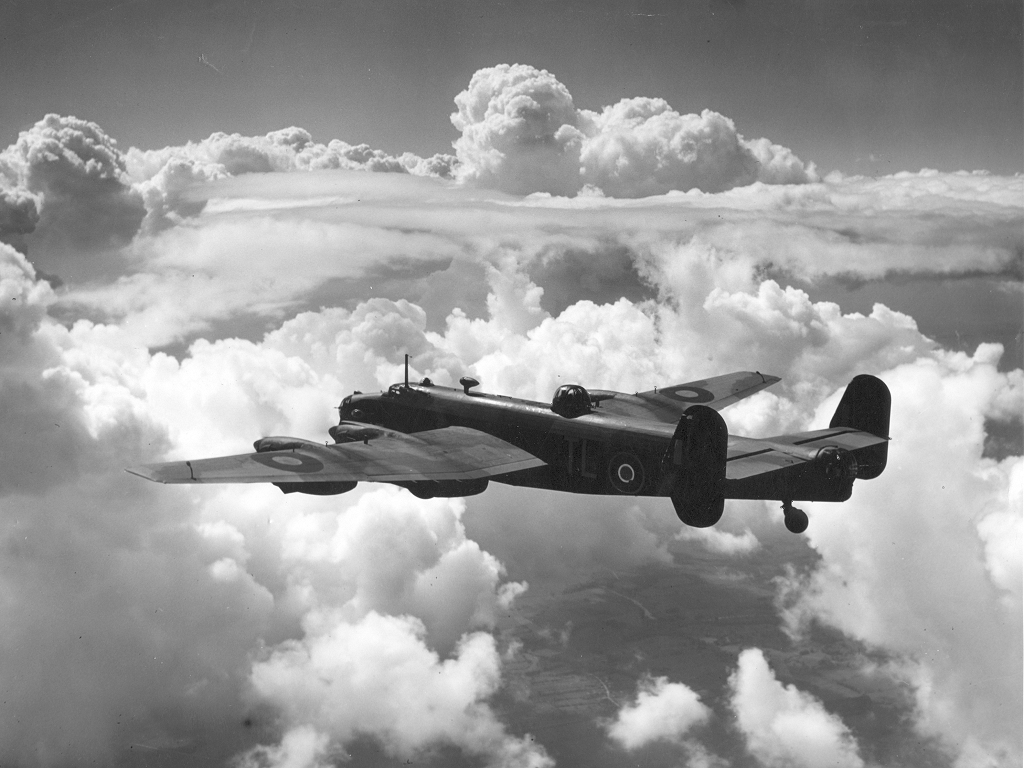
Handley Page Halifax Mk.II serii I w locie

Już we wrześniu 1941 jedna polska załoga została włączona w skład brytyjskiego 138 Dywizjonu Specjalnego Przeznaczenia (Special Duty Squadron), wykonującego loty z zaopatrzeniem dla Armii Krajowej. Pilotami byli: Tadeusz Jasiński i Franciszek Sobkowiak, zaś dowódcą mjr nawigator Stanisław Król. Podczas pierwszego lotu do Polski 7/8 listopada 1941, na skutek wyczerpania paliwa, samolot lądował awaryjnie w Szwecji. Następnie kolejne przeszkalane polskie załogi wykonywały loty w składzie dywizjonu specjalnego na halifaksach. Pierwsza utracona polska załoga rozbiła się w fatalnych warunkach pogodowych o szczyt góry w Austrii 21 kwietnia 1942.
Po rozwiązaniu na skutek strat w kwietniu 1943 polskiego 301 Dywizjonu Bombowego, część jego załóg przydzielono do brytyjskiego 138 Dywizjonu Specjalnego Przeznaczenia jako jego eskadrę. Pod koniec 1943 przemianowano ją na 301 Polską Eskadrę Specjalnego Przeznaczenia (301 Polish Special Duty Flight), a następnie na 1586 Eskadrę Specjalnego Przeznaczenia (1586 SDF). Na samolotach Halifax i Liberator polska eskadra, wraz z innymi jednostkami sojuszniczymi, zaopatrywała m.in. oddziały Armii Krajowej w Polsce, dostarczając przy tym przeszkolonych w zakresie dywersji cichociemnych. Samoloty te dokonywały również zrzutów podczas powstania warszawskiego. Loty te dokonywane były na wersji Mk.II, gdyż mocniejsze wersje Mk.III walczyły w ramach Bomber Command. W listopadzie eskadrę wzmocniono i przemianowano ponownie na 301 Dywizjon, a w marcu 1945 przeniesiono do lotnictwa transportowego. Po zakończeniu II wojny światowej, do grudnia 1946 Polacy wykonywali w składzie 301 dywizjonu loty transportowe na samolotach wersji C Mk.VIII.
Oprócz lotnictwa bombowego, Halifaksy były używane także w Dowództwie Obrony Wybrzeża (RAF Coastal Command), do patrolowania morskiego i obrony wybrzeża, z baz w Wielkiej Brytanii. Jako pierwszy był w tym charakterze używany kanadyjski 405 Dywizjon, latający na zwykłych bombowcach B Mk.II, oddelegowany z Bomber Command od 25 października 1942 r. do 1 marca 1943 r. Poszukiwał on głównie okrętów podwodnych w Zatoce Biskajskiej. Następnie Halifaksy, już w wersjach patrolowych GR, były używane od grudnia 1942 r. przez dywizjon 58 Coastal Command i od lutego 1943 r. przez dywizjon 502, w obu przypadkach do końca wojny. Dwa dalsze dywizjony Coastal Command (517 i 518) używały od listopada 1943 roku Halifaksów Met.V i Met.III do rozpoznania meteorologicznego nad Atlantykiem. W wersjach transportowo-desantowych A, używane były do holowania szybowców desantowych podczas operacji powietrznodesantowych. Halifaksy były jedynymi samolotami, oprócz Short Stirling, które zostały przeznaczone do holowania ciężkich szybowców Hamilcar i głównymi używanymi do tego celu. Holowały też średnie szybowce Airspeed Horsa.
Na Halifaksach podczas wojny latały także dywizjony bombowe lotnictwa kanadyjskiego (RCAF), australijskiego (RAAF), nowozelandzkiego (RNZAF) i 2 dywizjony Wolnych Francuzów (numery 346 Guyenne i 347 Tunisie, od maja 1944 roku). Po wojnie Halifaksy pozostały przez krótki czas na wyposażeniu lotnictwa brytyjskiego, przede wszystkim w wersjach patrolowych i transportowych. Ostatnie loty Halifaksów w służbie brytyjskiej miały miejsce w 1952 (GR Mk.VI).

## Cechy pilotażowe

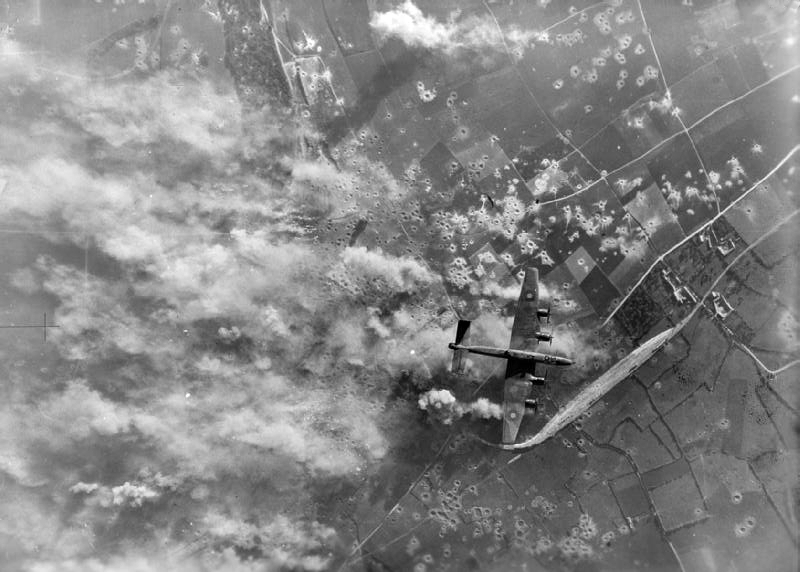
Halifax B Mk.III podczas dziennego bombardowania niemieckich pozycji w Marquise, 6 lipca 1944 roku

Podczas testów w ośrodku RAF Boscombe Down stwierdzono, że samolot miał dobre charakterystyki pilotażowe. Również zachowanie po przeciągnięciu było bardzo dobre, zwłaszcza jak na tak duży samolot. Samolot w normalnych warunkach wykazywał lepszą stateczność kierunkową, niż Avro Manchester, i miał wygodniejszy dostęp do kabiny. Zasięg wynosił 2993 km z ładunkiem bomb 2667 kg, a przy ładunku 5156 kg spadał do 1416 km. Maksymalna prędkość nurkowania została określona na 523 km/h.
Jednakże samoloty pierwszych serii (łącznie z wersją Mk.II) słabo działały na stery przy małych prędkościach (poniżej 193 km/h), a w razie asymetrii ciągu (np. uszkodzenie silnika w walce) mogły wejść w skrętny ślizg boczny (rodzaj płaskiego korkociągu). Cechę tę wykrył i opisał polski pilot doświadczalny inż. Stanisław Riess, który zginął podczas kolejnego lotu próbnego na wersji Mk.II tej maszyny 4 lutego 1943 roku. Problem został rozwiązany w wersji Mk.V poprzez powiększenie stateczników pionowych.
Te wcześniejsze wersje maszyn HP Halifax cechowały się również jedynie dostateczną sterownością i znacznie ustępowały tu maszynie Avro Lancaster. Podczas startów w gorącym klimacie (np. baza Campo Casale w Brindisi – Włochy) miały wyraźny niedobór mocy podczas startu i wznoszenia. Miały tendencję do schodzenia w lewo z osi pasa podczas startu, wymagały więcej akcji ze strony pilotów niż inne maszyny. Były bardzo wrażliwe na boczny wiatr podczas lądowania. Brak jednej, dużej komory bombowej (jak w Lancasterze) sprawiał, iż HP Halifax nie mógł zabierać na pokład bomb najcięższego wagomiaru.

## Opis techniczny

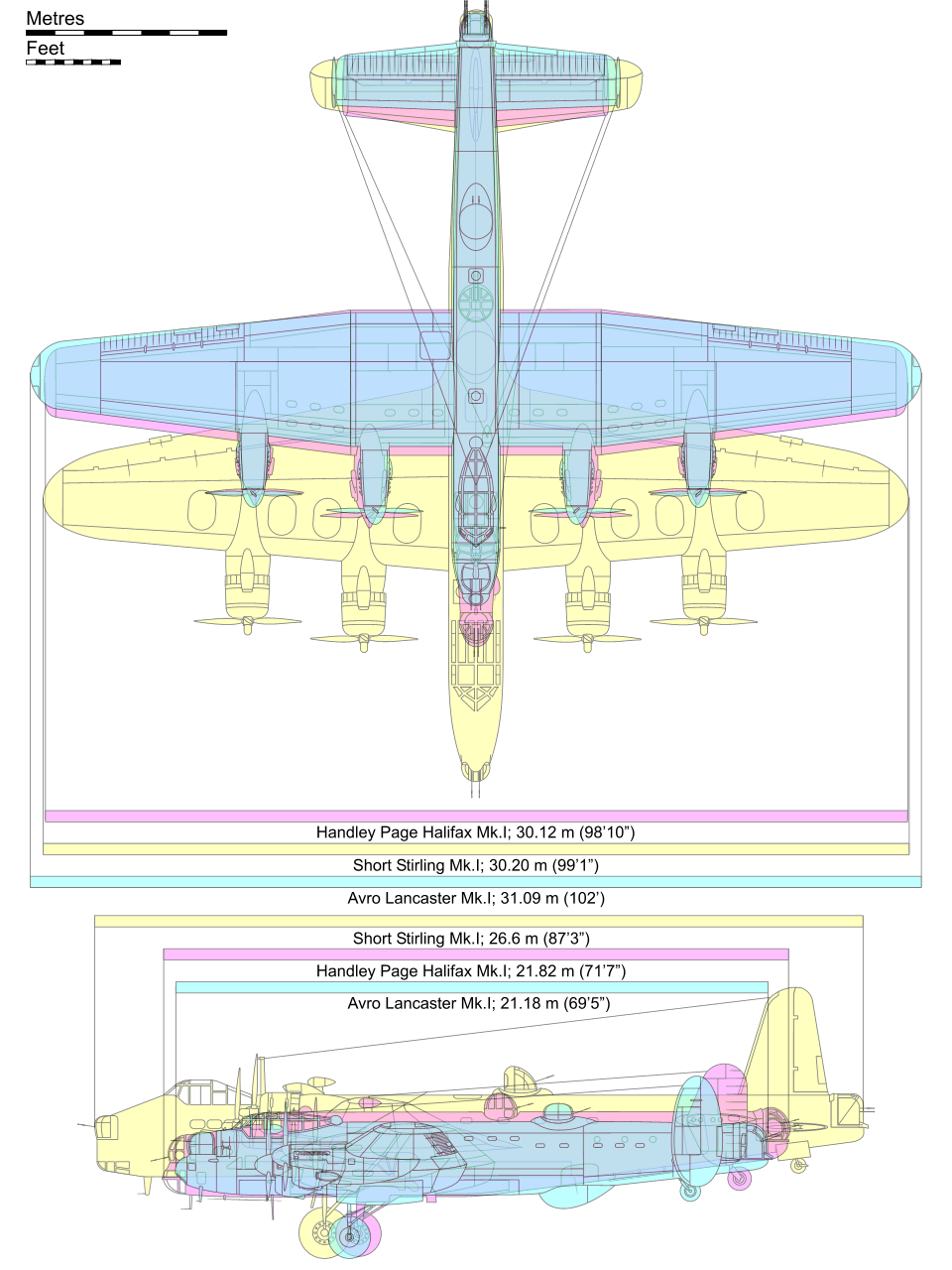
Porównanie wielkości brytyjskich bombowców

Był to czterosilnikowy średniopłat o konstrukcji całkowicie metalowej. W wersji Mk.I i Mk.II serii I, z przodu kadłuba w dolnej części znajdowało się oszklone stanowisko bombardiera, nad nim wieżyczka strzelecka z dwoma karabinami maszynowymi. Wersje począwszy od Mk.II serii IA miały przeszklony opływowy nos kadłuba ze stanowiskiem bombardiera w dolnej części i jednym ruchomym karabinem maszynowym.
Za częścią nosową kadłuba znajdowała się przeszklona kabina pilotów, której dach przechodził w grzbiet kadłuba, poprowadzony na tej samej wysokości. Na grzbiecie, w środkowej części samolotu umieszczona była wieżyczka strzelecka (z wyjątkiem wersji Mk.I, wersji transportowych i specjalnych). W dolnej części kadłuba znajdowała się zamykana komora bombowa. Na końcu kadłuba znajdowała się wieżyczka strzelecka z czterema karabinami maszynowymi (z wyjątkiem wersji C Mk.VIII). Samolot miał usterzenie podwójne, stateczniki i stery miały obrys zbliżony do trójkątnego (wczesne wersje) lub trapezowego (instalowanym także na wczesnych wersjach podczas remontów). Samolot miał podwozie klasyczne, główne golenie z pojedynczymi kołami wciągane były do gondoli wewnętrznych silników, kółko ogonowe było stałe lub częściowo wciągane w późnych wersjach.
Załoga składała się zazwyczaj z siedmiu osób: dwóch pilotów (jeden pilot od 1942 r.), mechanika pokładowego, nawigatora, bombardiera, radiotelegrafisty, strzelca pokładowego (górnego) i strzelca ogonowego. Część późniejszych samolotów wersji bombowych posiadała radar H2S do obserwacji powierzchni ziemi w celu ułatwienia celowania (Halifax był pierwszym samolotem, na którym zamontowano ten radar w marcu 1942). Wersje transportowe specjalnego przeznaczenia miały dodatkowe zbiorniki paliwa w komorze bombowej.

### Uzbrojenie
Główne uzbrojenie ofensywne stanowiły bomby przenoszone w komorze bombowej w kadłubie o długości 6,70 m i sześciu komorach w przykadłubowych częściach skrzydeł dla bomb o masie do 227 kg. Udźwig maksymalny wynosił 4990 kg (11 000 lb) bomb we wczesnych wersjach, zwiększony do 6577 kg (14 500 lb) w późnych. Typowe warianty zabieranych bomb to 15 × 113 kg (250 lb) lub 227 kg (500 lb), a maksymalny to 4 × 907 kg (2000 lb) w kadłubie i 6 × 227 kg w skrzydłach. Późniejsze wersje otrzymały zmodyfikowaną komorę bombową i mogły przenosić w niej również dwie bomby 1814 kg (4000 lb) lub jedną 3629 kg (8000 lb – w tym wariancie drzwi komory nie były domknięte). Można było również przenosić dwie miny morskie o masie 680 kg.
Uzbrojenie obronne stanowiły karabiny maszynowe kaliber 7,7 mm: Browning w wieżach strzeleckich i Vickers K pojedyncze.
- Mk.I: 2 karabiny maszynowe w wieżyczce nosowej Boulton Paul C, 4 karabiny maszynowe w wieżyczce ogonowej Boulton Paul E, 4 karabiny maszynowe Vickers K w bocznych oknach tylnej części kadłuba (po dwa)[18]
- Mk.II Series I: 2 karabiny maszynowe w wieżyczce nosowej, 2 karabiny maszynowe w wieżyczce grzbietowej, 4 karabiny maszynowe w wieżyczce ogonowej
- Mk.II Series I (Special): 4 karabiny maszynowe w wieżyczce ogonowej
- Mk.II Series IA: 1 karabin maszynowy Vickers ruchomy w nosie kadłuba, 4 karabiny maszynowe w wieżyczce grzbietowej, 4 karabiny maszynowe w wieżyczce ogonowej (także Mk.III, V, VI i VII)
- Mk.IX: 1 karabin maszynowy Vickers ruchomy w nosie kadłuba, 2 wkm Browning 12,7 mm w wieżyczce ogonowej

### Napęd
Napęd stanowiły cztery silniki rzędowe Rolls-Royce Merlin kilku odmian lub gwiazdowe Bristol Hercules. Samolot miał zbiorniki paliwa w skrzydłach o pojemności zwiększanej w kolejnych wersjach (Mk.I Srs.I: 6328 l, Mk.I Srs.3: 7437 l, Mk.II: 8556 l, Mk.III: 9028 l, Mk.VI: 9956 l). Samoloty mogły przenosić dodatkowe zbiorniki w komorze bombowej, zamiast części ładunku bomb.
Śmigła trzypłatowe Rotol o średnicy 3,8 m, metalowe, o regulowanym skoku łopat.

## Dane lotno-taktyczne
Halifax B Mk.II s.IA / różnice dla B Mk.III
Uwaga: podawane są różne dane co do masy, prędkości i zasięgu samolotów

### Ogólne charakterystyki
- załoga: 7
- długość: 21,82 m
- rozpiętość: 30,12/31,75 m
- wysokość: 6,32 m
- powierzchnia nośna: 116/118,4 m²
- masy:
  - masa własna: 17 350/17 208 kg
  - masa całkowita: 24 675 kg
  - masa maksymalna startowa: 29 510/29 056 kg
- obciążenie powierzchni nośnej: kg/m²

### Osiągi
- prędkość maksymalna: 418/454 km/h
- pułap operacyjny: 7315 m
- zasięg: 2656 km
- prędkość wznoszenia: m/s